# قهرمان (فیلم ۱۹۹۲)
قهرمان (به انگلیسی: Hero) فیلمی است محصول سال ۱۹۹۲ و به کارگردانی استیون فریرز است. در این فیلم بازیگرانی همچون داستین هافمن، جینا دیویس، اندی گارسیا، جون کیوسک، کوین جی اکونر، مائوری چایکین، استیون توبولوسکی، کریستین کلمنسون، دانیل بالدوین، سله‌آ لویس، توماس آرنلد، کدی هافمن، جیمز مادیو، مارتین استار و چوی چیس ایفای نقش کرده‌اند.

## داستان
هواپیمای حامل «گیل گیلی» (دیویس)، خبرنگار معروف شبکهٔ چهار شیکاگو، سقوط می‌کند و کلاهبردار خرده‌پا، «برنی لاپلانت» (هافمن) با اکراه وارد صحنه می‌شود و با اکراهی بیشتر سه تن از سرنشینان هواپیمای آتش گرفته از جمله «گیبل» را نجات می‌دهد. اما بعدتر مردی به نام «جان بابر» (گارسیا) ادعا می‌کند که منجی «گیل» بوده و به عنوان قهرمان ملی به شهرت می‌رسد…